# Cedar Vale (Kansas)
Cedar Vale es una ciudad ubicada en el condado de Chautauqua en el estado estadounidense de Kansas. En el año 2010 tenía una población de 579 habitantes y una densidad poblacional de 231,6 personas por km².

## Geografía
Cedar Vale se encuentra ubicada en las coordenadas 37°6′18″N 96°30′3″O / 37.10500, -96.50083 (37.104892, -96.500844).

## Demografía
Según la Oficina del Censo en 2000 los ingresos medios por hogar en la localidad eran de $27,031 y los ingresos medios por familia eran $33,889. Los hombres tenían unos ingresos medios de $24,167 frente a los $19,688 para las mujeres. La renta per cápita para la localidad era de $14,410. Alrededor del 14.7% de la población estaban por debajo del umbral de pobreza.